# Molain (Aisne)
Molain is een gemeente in het Franse departement Aisne (regio Hauts-de-France) en telt 156 inwoners (2005). De plaats maakt deel uit van het arrondissement Vervins.

## Geografie
De oppervlakte van Molain bedraagt 1,8 km², de bevolkingsdichtheid is 86,7 inwoners per km².
De onderstaande kaart toont de ligging van Molain (Aisne) met de belangrijkste infrastructuur en aangrenzende gemeenten.

## Demografie
Onderstaande figuur toont het verloop van het inwonertal (bron: INSEE-tellingen).

Vanwege een beveiligingsprobleem met de MediaWiki Graph-software is het momenteel niet mogelijk deze grafiek weer te geven. Zodra de software is bijgewerkt zal de grafiek vanzelf weer zichtbaar worden.